# Lars-Olof Johansson (militär)
Lars Olof (Lars-Olof) Gunnar Johansson, född 4 juli 1949 i Skövde församling i Skaraborgs län, är en svensk tidigare officer.

## Biografi
Johansson avlade officersexamen vid Krigsskolan 1978. Från och med den 1 juni 1998 var han chef för Underrättelse- och säkerhetsavdelningen vid staben i Mellersta militärområdet 1 januari 1999 fick han överstes grad. Därefter var han chef för Upplands regemente 2000–2004[källa behövs] och chef för Försvarsmaktens telenät- och markteleförband 2005–2010.[källa behövs]